# Chilly-Mazarin
 Chilly-Mazarin  es una población y comuna francesa, ubicada en la región de Isla de Francia, departamento de Essonne, en el distrito de Palaiseau. Es el chef-lieu del cantón de Chilly-Mazarin.

## Demografía
| 449                       | 435 | 469 | 369 | 360 | 353 | 332 | 346 | 344 | 360 | 371 | 341 | 397 | 381 | 412 | 396 | 456 | 422 | 429 | 415 | 398 | 1 023 | 1 507 | 1 681 | 1 697 | 2 188 | 3 411 | 9 923 | 16 236 | 17 271 | 16 939 | 17 737 | 18 577 |
| (Fuente: INSEE y Cassini) |     |     |     |     |     |     |     |     |     |     |     |     |     |     |     |     |     |     |     |     |       |       |       |       |       |       |       |        |        |        |        |        |